# Campo di aviazione di Taliedo
Il campo di aviazione di Taliedo, all'epoca denominato Aerodromo d'Italia, fu uno dei primi aeroporti d'Italia, il primo ed unico aeroporto di Milano fino ai primi anni trenta.

## Storia
Fino al 1873 il territorio ha fatto parte del comune dei Corpi Santi che vennero inglobati alla città Milano.
Taliedo era una zona di campagna ricca di orti e cascine. Il nome deriva dalla  Cascina Taliedo, la più grossa della zona, che a sua volta prese il nome dalla presenza di numerosi alberi di tiglio (tilietum in latino).
Nel 1910 la località di Taliedo venne scelta per svolgere il Circuito aereo internazionale, gara di velocità aperta a piloti e apparecchi stranieri. L'area venne attrezzata con hangar e officine di manutenzione, e nell'Aerodromo d'Italia, come venne pomposamente chiamato, venne ricavato un percorso di gara chiuso di forma triangolare. Vennero requisite ed abbattute tutte le cascine della zona ad eccezione della  Cascina Taliedo che venne abbattuta successivamente.
L'aerodromo venne collegato con la città da una linea tramviaria, la numero 35, con capolinea in piazza Ovidio.
Nel 1911 il campo di aviazione fu scelto come sede della seconda scuola di aviazione fondata in Italia, per opera della «Società anonima di aviazione» (Sada). Il 27 aprile fu celebrata l'inaugurazione; il successivo 30 aprile si tenne la 1ª Riunione degli aviatori italiani, organizzata dalla Sada con la sponsorizzazione della Oleoblitz. La Sada, insieme a un'altra società di aviazione, la Società aviazione Torino, organizzò il primo trasporto di posta aerea in Italia. Il volo di andata fu effettuato il 29 ottobre 1911 con decollo da Taliedo ed atterraggio all'Aeroporto Mirafiori di Torino. Il 31 ottobre fu effettuato il viaggio di ritorno.
Nel 1913 il campo divenne aeroporto militare, con due squadriglie del Battaglione Aviatori del Regio Esercito. Ai bordi del campo, lungo la via Mecenate, nel 1915 la Società per lo sviluppo dell'aviazione in Italia costruì lo stabilimento per la produzione degli aerei progettati dall'ing. Gianni Caproni, che nel 1917 rilevò l'azienda, nominandola Aeronautica Caproni, e proseguì fino al 1949 la produzione aeronautica.
Al termine del primo conflitto mondiale l'attività di volo subì una stasi, sia per la riduzione dell'attività militare, sia per la crisi del settore aeronautico. Tuttavia l'aerodromo rimase ancora in funzione ad uso civile, seppur l'inaugurazione ufficiale avvenne qualche tempo dopo, il 19 giugno del 1921. 
Il campo fu intitolato alla memoria di Emilio Pensuti, pilota collaudatore della Caproni, morto il 15 aprile del 1918. Taliedo fu uno dei primi aeroporti d'Italia e l'unico aeroporto di Milano fino alla costruzione di Linate poco lontano da questo.
Col crescente sviluppo del trasporto aereo, dai primi anni trenta divenne la sede principale della compagnia aerea Avio Linee Italiane.
Nel 1932 il campo di volo ospitò il decollo iniziale e l'atterraggio conclusivo del trionfale raid europeo di Gaby Angelini, oltre a vedere la sua ultima partenza a dicembre, per il tentato raid in India, dal quale non fece ritorno.
Con la costruzione dell'aeroporto intitolato a Enrico Forlanini di Linate nei primi anni trenta e inaugurato nel 1938, il Campo di aviazione di Taliedo fu abbandonato per l'uso civile e militare. Fu comunque utilizzato fino alla fine della seconda guerra mondiale dalle società aeronautiche ivi insediate, soprattutto dalla Caproni. Nel dopoguerra fu definitivamente trasformato in zona residenziale e industriale.